# Gethyllis lanuginosa
Gethyllis lanuginosa är en amaryllisväxtart som beskrevs av Hermann Wilhelm Rudolf Marloth. Gethyllis lanuginosa ingår i släktet Gethyllis och familjen amaryllisväxter. Inga underarter finns listade i Catalogue of Life.